# Cerchio
Cerchio là một đô thị thuộc tỉnh L'Aquila trong vùng Abruzzo Ý. Đô thị này có diện tích 20 km², dân số 1668 người. Các đô thị giáp ranh gồm: Aielli, Celano, Collarmele, San Benedetto dei Marsi